# Frederic I de Saxònia-Gotha-Altenburg
Frederic I de Saxònia-Gotha-Altenburg (en alemany Friedrich I von Sachsen-Gotha-Altenburg) va néixer a Gotha el 15 de juliol de 1646 i va morir a Friedrichswerth el 2 d'agost de 1691. Era un noble alemany, el quart fill del duc Ernest I (1601-1675) i de la princesa Elisabet Sofia de Saxònia-Altenburg (1619-1680).
Quan el seu pare va heretar el ducat de Saxònia-Altenburg, el 1672, Frederic ja en va fer de regent. I dos anys més tard, amb el seu pare malalt, va fer de regent de la totalitat del ducat, fins que va assumir-ne el tron amb la seva mort, el 1675. Amb tot, d'acord amb les lleis familiars, va haver de permetre que els seus sis germans menors participessin en el govern. Inicialment, van viure tots set germans al palau de Friedenstein.
Posteriorment, es van iniciar les negociacions per a la divisió de l'herència paterna. Això es va aconseguir finalment el 24 de febrer de 1680. Frederic va mantenir Gotha, Tenneberg, Wachsenburg, Ichtershausen, Georgenthal, Schwarzwald, Reinhardsbrunn, Volkenrode, Oberkranichfeld, Orlamünde, Altenburg i Tonna. Aquests pobles formen pràcticament el l'antic ducat de Saxònia-Gotha-Altenburg.
Per tal de prevenir futurs conflictes entre els seus descendents, va establir la primogenitura per al seu ducat el 1685, amb el consentiment Imperial atorgat el 1688. Cap al 1680 es va establir al palau de Lustschloss Friedrichswert, prop del poble d'Erffa, a uns 20 quilòmetres de Gotha, que va adoptar en honor seu el nom de Friedrichswerth.
El 1683 va crear el Teatre de Gotha, encara avui existent. Frederic, a més, va escriure uns diaris que es van convertir en una de les fonts més importants del seu temps. Va prendre part en la Gran Guerra turca contra els turcs, i en la guerra de la Gran Aliança en contra de França. El fet de mantenir un exèrcit permanent, que en el moment de la seva mort comptava amb més de 10.000 homes, va comportar la ruïna de les finances del ducat.

## Matrimoni i fills
El 14 de novembre de 1669 es va casar a Halle amb Magdalena Sibil·la de Saxònia-Weissenfels (1648-1681), filla del duc August (1614-1680) i de la princesa Anna Maria de Mecklenburg-Schwerin (1627-1667). El matrimoni va tenir vuit fills:
1. Anna Sofia (1670-1728), casada amb Lluís Frederic I de Schwarzburg-Rudolstadt (1667-1718).
2. Magdalena Sibil·la (1671-1673).
3. Dorotea Maria (1674-1713), casada amb Ernest Lluís I de Saxònia-Meiningen (1672-1724).
4. Frederica (1675-1709), casada amb Joan August d'Anhalt-Zerbst (1677-1742).
5. Frederic (1676-1732), casat amb Magdalena Augusta d'Anhalt-Zerbst (1679-1740).
6. Joan Guillem (1677-1707).
7. Elisabet (1679-1680).
8. Joana (1680-1704), casada amb Adolf Frederic II de Mecklenburg-Strelitz (1658-1708).

El 14 d'agost de 1681 es casà per segona vegada amb Cristina de Baden-Durlach, amb qui no va tenir fills.